# پروژه میکروبیوم انسان
پروژه میکروبیوم انسان (به انگلیسی: Human Microbiome Project) نام طرحی است که توسط مؤسسه ملی بهداشت آمریکا و با هدف شناسایی و تحلیل تمام گونه‌های میکروارگانیسم موجود در بدن انسان و بررسی وضعیت آن در شرایط مختلف، به‌ویژه بیماریها آغاز شده است. بودجه این طرح بالغ بر ۱۱۵ میلیون دلار است. هدف مؤسسات حامی این پروژه تهیه یک نقشه ژنتیکی میکروارگانیسم‌های بدن مشابه آنچه در پروژه ژنوم انسان صورت می پذیرد است. با تهیه این نقشه پزشکان قادر خواهند بود نقش ژن‌های میکروبی و کنش‌های آن با سلولهای بدن را در قبل و طول و بعد از بیماری‌ها بهتر بررسی کنند. این پروژه در بخش‌های پر جمعیت میکروبی بدن شامل پوست، دستگاه گوارش تحتانی، دهان و واژن تمرکز می کند.

## فلور نرمال برخی نواحی
پوست: ارگانیسم اصلی آن استافیلوکوک‌ها ( مانند اپیدرمیدیس و اورئوس) می باشد . استرپتوکوک‌ها و ارگانیسمهای بی هوازی مانند پروپیونی باکتریوم آکنه نیز دیده میشوند.
دستگاه تنفسی: طیف وسیعی از ارگانیسمها (اغلب هوازی) در دستگاه تنفسی ، دهان ، بینی و حلق ایجاد کلونی مینمایند.معمولاً قسمتهای تحتانی دستگاه تنفس و کیسه های هوایی باکتری ندارد. استافیلوکوک‌ها و استرپتوکوک‌ها (مانند استرپتوکوک ویریدنس و استرپتوکوک موتان) در بخشهای ابتدایی دستگاه تنفسی و دهان مشاهده میشوند. گاه گونه های هموفیلوس نیز موجودند.
دستگاه گوارش: به‌طور معمول در معده بدلیل اسیدی بودن محیط تعداد بسیار کمی باکتری وجود دارد.در روده باریک نیز باکتریها کم است (در نواحی انتهایی ایلئوم تعدادی یافت میشود). کولون(روده بزرگ) محل اصلی باکتری ها در بدن می باشد به‌طوری که 20% مدفوع انسان حاوی باکتری ها میباشد. باکتریهای گرم منفی مانند اشریشیا کلی ، پروتئوس ، پسودوموناس و باکتریهای بیهوازی مانند باکتروئیدها (نظیرباکتروئید فراژیلیس) ، کلستریدیوم‌ها ، فوزوباکتریومها و انترکوک‌ها (نظیر انتروکوک فکالیس) از این جمله‌اند.
دستگاه تناسلی-ادراری: فلور واژن در خانم های بالغ حاوی باکتری تخمیرکننده ای بنام لاکتوباسیلوس است و با تولید اسید محیط واژن را اسیدی نگه می دارد و از رشد باکتری های عفونت زا جلوگیری می کند.